# Saint-Hilaire-les-Andrésis
Saint-Hilaire-les-Andrésis é uma comuna francesa na região administrativa do Centro, no departamento Loiret. Estende-se por uma área de 25,36 km². Em 2010 a comuna tinha 953 habitantes (densidade: 37,6 hab./km²).